# 外厨增十六
船尾座19，又名BD-12 2385，HD 68290、SAO 153942、HR 3211，是船尾座的一颗恒星，视星等为4.72，位于銀經233.89，銀緯11.19，其B1900.0坐标为赤經8h 6m 34.7s，赤緯-12° 11.19′ 49″。